# Bleiberger Muschelmarmor
Der Bleiberger Muschelmarmor, auch Helmintholith und „opalisierender Muschelmarmor“ genannt, ist ein seltenes Gestein, das bei Bad Bleiberg in Kärnten, Österreich, im Jahre 1780 erstmals gefunden wurde. Dieses als Marmor bezeichnete Gestein wird gesteinkundlich als ein fossilführender Kalkstein eingeordnet, da es von keiner Gesteinsmetamorphose umgeprägt wurde. Das Sedimentgestein, das von dem Botaniker und Mineralogen Franz Xaver von Wulfen als „kärnthenscher pfauenschweifiger Helmintholith“ bezeichnet wurde, entstand im unteren Obertrias.

## Gesteinsbeschreibung
Der Bleiberger Muschelmarmor setzt sich aus versteinerten Kalk-Schalenresten von Ammoniten zusammen, vor allem des Carnites floridus. Der Muschelmarmor war wegen seines Farbenspiels in goldgrünen und goldroten Farben nach seinem Auffinden ein überaus begehrtes Schmuckmaterial. Das Farbenspiel hängt mit den Schalenresten in diesem braunroten Muschelkalk zusammen, die permuttartig je nach Lichteinfall schillern. Das bunte Farbenspiel basiert auf Interferenzerscheinungen der parallel orientierten Kristalle von Aragonit-Mineralen in der Perlmutterschicht der Schalen.

## Entdeckung und Verwendung
Beschrieben hat dieses Gestein erstmals Franz Xaver Wulfen, der die geologisch-mineralogische Erforschung Kärntens vorantrieb. Wulfen und die frühen Geologen nahmen an, dass der Muschelmarmor durch «Anlauffarben als Absatz unterirdischer Wässer oder als Anflug unterirdischer Luft» opalisiert. Wulfen sammelte auf zahlreichen Exkursionen Gesteins-, Fossil- und Mineralstücke für das damalige «Mineralienkabinett» in Klagenfurt und beschrieb erstmals den «opalisierenden Muschelmarmor» und die darin auftretende Fossilien wie die Ammoniten (Nautilus flondus, Nautilus bisulcatus, Nautilus nodulosus und Nautilus redivivum) sowie die Muschel Cardium triquetrum.
Aus diesem Gestein, das im St. Oswaldi-Stollen bei Bleiberg beim Bleierzabbau im Jahre 1780 entdeckt wurde, wurden seinerzeit zahlreiche Schmuckgegenstände angefertigt. Im Jahre 1991 wurden zwei dieser seltenen Dosen in Silbermontierung auf Versteigerungen angeboten. Eine dieser Dosen wurde vom Naturhistorischen Museum Wien und eine weitere, die später angeboten wurde, vom Landesmuseum Kärnten ersteigert. Nur wenige Schmuckgegenstände blieben bis zum heutigen Tag erhalten. Verwendet wurde Bleiberger Muschelmarmor für Ringe, Broschen, Anhänger, Dosen oder für Tischeinlagen. Das Gestein erschien so wichtig, dass der Stolleneingang auf Anordnung des österreichischen Hofes mit einer Tür verzimmert und abgeschlossen wurde, um unerlaubte Entnahme zu verhindern. Ferner sollte für den zaristischen Hof Russlands ein steinerner Tisch aus diesem Muschelmarmor angefertigt werden.
Ein Fundstück des Bleiberger Muschelmarmors befindet sich auch in der Gesteinssammlung von Johann Wolfgang von Goethe. Das kleine Vorkommen war etwa drei Jahre nach seiner Entdeckung erschöpft.

## Weitere Vorkommen von Muschelmarmoren
Ein weiteres Vorkommen des seltenen Muschelmarmors soll sich am Lavetscher Joch bei Hall in Tirol in Österreich befinden. Es wird allerdings vermutet, dass es dieses Vorkommen nicht gab, sondern sich Sammler vor und nach der Verfügung des österreichischen Hofes Stücke des Bleiberger Muschelmarmors aneigneten. Berichtet wurde von diesem neuen Vorkommen kurz nach der Schließung des Stollens in Bleiberg und die mineralische Ähnlichkeit der Steinstücke stützt die Annahme, dass das Vorkommen in Tirol vorgetäuscht wurde.
Muschelmarmore mit dem Farbenspiel der Ammoniten kommen bei Jelatma an der Oka im europäischen Russland, bei Folkestone in Südengland, in Wyoming und bei Lethbridge in Alberta, Kanada, vor.